# 日印協会
公益財団法人日印協会（にちいんきょうかい、英: The Japan-India Association）は、日印間の親善や相互の文化交流などを目的として、大隈重信、長岡護美、渋沢栄一が1903年（明治36年）に設立した団体。

## 歴史
1903年（明治36年）、大隈重信や長岡護美が対印貿易の重要性を認識していた渋沢栄一の後押しを得て設立する。設立当時、インドはイギリスの植民地であり、インド総督（副王 Vice Roy とも）が統治するイギリス領インド帝国 (British Raj) であった。明治の近代化を推し進めた先駆者らは、アジアの時代の到来に向けて、アジア諸国のなかでもとくにインドとの通商を重要視していた。藤井毅は、当時英国の植民地であるインドとの日印関係とは、つまりは日英関係のことを指すと指摘している。つまり、大隈や渋沢が意図したのも、英国のインド支配を前提とした関係であった。当時、日本人側は岡倉天心や横山大観、インド側ではラビンドラナート・タゴールらが、とくに、日印の文化交流を深めていた。1939年（昭和14年）5月、日本政府より財団法人として認定される。
1941年（昭和16年）8月28日に、陸軍参謀本部の山内豊秋から、10月末締め切りでビルマやインド地方の情勢調査の依頼があり、「インド方面の地形・資源・産業等を大判でカラー印刷も加えて200頁あまりの資料集」を提出した記録がある。
第二次世界大戦中、インド独立運動に協力したとして、戦後はGHQにより協会活動を禁止されるが、1947年、英国からのインド独立とともに日印経済協会の名称で会を復活させ、官民の窓口として日印関係改善に協力する。1952年には、日銀総裁一万田尚登が会長に就任して再び財団法人日印協会となった。
1977年には櫻内義雄が会長に就任。2002年12月、森喜朗が会長に就任する。2003年11月には、協会創立100周年を迎え、記念行事が執り行われた。2007年6月に初めて理事長職を設け、初代理事長には平林博が就任する。2010年11月、内閣総理大臣より公益財団法人の認定を受ける。
2015年3月30日に、顧問の三角佐一郎がインドのために卓越した働きをした人に贈られる「パドマ・ブーシャン勲章」をインド政府から受けた。
2023年1月には故安倍晋三会長を引き継ぎ、菅義偉元総理が会長に就任している。
月刊機関誌『月刊インド』を100年以上継続して発行している。会員になると、月刊誌『月刊インド』の無償配布とホームページ上での自由な閲覧、季刊誌「現代インド・フォーラム」のホームページ上での自由な閲覧が提供される。

## 活動
1. インドの政治、経済、社会、文化等に関する情報収集や調査、研究活動。
2. インド人と日本人との交流促進
3. インドや日印関係の知識普及や啓発、情報発信
4. 文化行事を通した日本とインドの文化交流の促進
5. 日印双方の政府、関係団体等に対する提言

## 行事
- 日印国交樹立60周年記念シンポジウム
  - 「日印100年の歴史写真展」やセミナーの共催等[6]
- ナマステ・インディア講演会（第1回〜第20回開催）
- 様々なインド講演会 第1回〜第41回
- 協会会員 交流会（年2度開催）

## 歴代会長
- 初代  長岡護美
- 第2代 大隈重信
- 第3代 渋沢栄一
- 第4代 大隈信常
- 第5代 一万田尚登
- 第6代 櫻内義雄
- 第7代 森喜朗
- 第8代 安倍晋三
- 第9代 菅義偉

## 役員
2019年8月時点。
- 代表理事・会長  森喜朗
- 代表理事・理事長 平林博
- 評議員　大島賢三、小島眞 、渋澤健 、谷野作太郎、ペマ・ギャルポ、林康夫 、堀本武功 、松田純一
- 理事・副会長 鈴木修、大橋徹二、小島順彦、米谷佳夫、松田進、中村邦晴
- 理事 大内晴美、小島秀樹、近藤正規、他
- 業務執行理事・常務理事 笹田勝義
- 顧問 榎泰邦、岡本純一、勝田友治、田原総一朗、堂道秀明、他

## 出版物
下記文献は原本を日印協会が保管し、コピーフィルム（ポジティブフィルム）を東京外国語大学が保持して一般公開している。国立国会図書館制作のマイクロフィッシュが存在するものもある。書誌情報の漢字は新字体に改めた。
- 『日印協会々報』(1909-1944、1952-1954)[8]
- 『日印経済協会会報』(1949-1952)[9]
- 『印度甲谷陀日本商品館館報』(1927-1934)[10]
- 『日印協会甲谷陀日本商品館館報』(1935-1937)[10]
- 早川直瀬（著）『印度農業問題』財團法人日印協会 [昭和17]390,4p. 18x26cm タイプ印刷
- 日印協会調査部『ハイデラバッド藩王国』1942年[昭和 17.11.30] 2, 195, 4 p. 18x25.5cm タイプ印刷 (pp. 25-40 謄写版)
- 日印協会調査部『印度各州郡名及藩王国名表』[出版年不明] 1, 19 p. 18x25.5cm  謄写版片面刷
- 日印協会調査部『オリッサ州の産業と市場』[出版年不明] 1, 25 p. (日印調資 第二種一号ノ五) 18x25.5cm タイプ印刷
- 日印協会調査部『ビハール州の産業と市場』[出版年不明] 1, 83 p.(日印調資 第二種一号ノ二) 18x25.5cm タイプ印刷
- 日印協会調査部『アッサム州の産業と市場』1942年[昭和 17.9.17 印刷] 1, 22 p. (日印調資 第二種一号ノ四) 18x25.5cm 謄写版
- 日印協会調査部『連合州郡別調査 (上巻)』[出版年不明] 2, 508 p. (日印調資 第一種四号ノ六) 19.5x27.5cm タイプ印刷 (p. 25-86 謄写版)
- 日印協会調査部『連合州郡別調査 (中巻)』[出版年不明] 1, 169, 17 p. (日印調資 第一種四号ノ七) 19.5x27.5cm タイプ印刷
- 日印協会調査部『連合州郡別調査 (下巻)』[出版年不明] 1, 189-500 p. (日印調資 第一種四号ノ八) 18.5x25.5cm タイプ印刷
- 日印協会調査部 『印度回教徒ノ政治的位置』1942年[昭和 17] 1, 38 p.  19.5x27.5cm タイプ印刷 表紙は手書き謄写版 序言 昭和17年6月
- 日印協会『印度人の日常生活』1942年[昭和 17.7.3]32 p. 18x25.5cm 謄写版